# Panamerico
Der Panamerico war eine Zugverbindung, die Buenos Aires (Argentinien) mit Bolivien und Peru verband.

## Vorgeschichte
Seit dem 28. Februar 1891 gab es durchgehenden Zugverkehr zwischen Buenos Aires und San Miguel de Tucumán (oft kurz: Tucumán). Der Zug hielt in allen Bahnhöfen und die Fahrt dauerte so 36 Stunden. Ab 1896 verkehrte wöchentlich einmal ein Schnellzug, der die Reisezeit auf 26 Stunden verkürzte. Etwa gleichzeitig erhielt der Bahnhof in Tucumán Anschluss an das schmalspurige Netz der Ferrocarril Central Norte, das damals bis San Salvador de Jujuy (kurz: Jujuy) und Salta reichte, ein erster Schritt zur Verlängerung der Verbindung in die Nachbarstaaten.

## Geschichte
Ab 1929 wurde eine wöchentliche Verbindung angeboten, die Buenos Aires direkt mit den wichtigsten Städten des argentinischen Nordens sowie Bolivien und Peru verband. Nur ein spurweitenbedingtes Umsteigen in Tucumán war erforderlich und die Fahrt mit der Fähre über den Titicacasee. Diese Verbindung erhielt die Bezeichnung Panamericano. Die Fahrzeit zwischen Buenos Aires und Tucumán betrug damals 23 Stunden. Eingesetzt wurden zwischen Buenos Aires und Tucumán moderne, in Großbritannien gebaute Wagen, die die in den Werkstätten von Rosario ausgestattet worden waren.
Dieser Dienst wurde bis 1942 angeboten und musste dann wegen Treibstoffmangels, den der Zweite Weltkrieg verursachte, eingestellt werden.